# Kirsi Neuvonen
Kirsi Hannele Neuvonen, född 20 januari 1960 i Keuru, är en finländsk grafiker. 
Neuvonen studerade 1979–1980 vid Orivesi folkhögskola (bildkonstlinjen) och 1980–1984 vid konstskolan i Lahtis. Hon ställde ut första gången 1981 och har haft egna utställningar sedan 1985. Hon blev redan i slutet av 1980-talet känd och uppskattad för sin tekniskt drivna och dekorativa grafik (oftast i akvatint och etsning) med fantasirika arbeten fyllda av humor och exotik. Hon har bland annat tagit intryck från förhistoriska motiv, hällristningar, hieroglyfer, antik mytologi, djungelns djurvärld och paradisiska miljöer. I sin senare färggrafik, som innehållsmässigt ändrat karaktär, har hon utgått från fotografier och andra förlagor, till exempel av detaljer i antika konstverk eller föremål. Kvinnomotivet har haft en central ställning i hennes grafik, bland annat som gestalter från antikens sagor och den medeltida och kristna ikonografin. 